# فرودگاه داپورییو
فرودگاه داپورییو (به انگلیسی: Daporijo Airport) یک فرودگاه همگانی با کد یاتا DAE است . این فرودگاه در کشور هند قرار دارد و در ارتفاع ۲۲۹ متری از سطح دریا واقع شده‌است.